# The Last Hunt
The Last Hunt is een Amerikaanse western uit 1956 onder regie van Richard Brooks. Destijds werd de film in Nederland uitgebracht onder de titel De laatste jacht.

## Verhaal
De voormalige bizonjager Sandy McKenzie is boer geworden. Op een dag wordt zijn gehele veestapel gedood door een op hol geslagen kudde bizons. Hij maakt kennis met de bizonjager Charlie Gilson en besluit zich bij hem aan te sluiten.

## Rolverdeling
| Acteur          | Personage       |
| --------------- | --------------- |
| Robert Taylor   | Charlie Gilson  |
| Stewart Granger | Sandy McKenzie  |
| Lloyd Nolan     | Woodfoot        |
| Debra Paget     | Indianenmeisje  |
| Russ Tamblyn    | Jimmy O'Brien   |
| Constance Ford  | Peg             |
| Joe De Santis   | Ed Black        |
| Ainslie Pryor   | Bizonjager      |
| Ralph Moodie    | Indiaanse agent |
| Fred Graham     | Barman          |
| Ed Lonehill     | Spotted Hand    |